# Окишево
Окишево — деревня в Вологодском районе Вологодской области.
Входит в состав Кубенского сельского поселения, с точки зрения административно-территориального деления — в Кубенский сельсовет.
Расстояние по автодороге до районного центра Вологды — 32,5 км, до центра муниципального образования Кубенского — 2,5 км. Ближайшие населённые пункты — Бирючево, Окулово, Сумароково, Охлопково, Алёшино, Папино, Погост Воскресенье, Погорелово, Деревенцево.
По данным переписи в 2002 году постоянного населения не было.